# 4162 SAF
أس أي أف (ويعرف أيضًا باسم 4162 أس أي أف وفق تسمية الكوكب الصغير) (بالإنجليزية: SAF)‏ هو كويكب ضمن حزام الكويكبات؛ وترتيبه 4162 من حيث الاكتشاف.
اكتُشف هذا الجُرم الفلكي بواسطة André Patry ‏ في 24 نوفمبر 1940.

## وصلات خارجية
- 4162 SAF في قاعدة بيانات مختبر الدفع النفاث لأجرام النظام الشمسي الصغيرة

- الاكتشاف · مخطط المدار ·  العناصر المدارية · المعلمات المادية

- 4162 SAF على موقع ويكي سكاي: DSS2, SDSS, GALEX, IRAS, Hydrogen α, X-Ray, Astrophoto, Sky Map, Articles and images